# Vincenzo Galiani
Vincenzo Galiani (San Pietro di Montoro Superiore, 22 marzo 1770 – Napoli, 18 ottobre 1794) è stato un patriota e rivoluzionario italiano.

## Biografia
Nacque in una famiglia appartenente alla borghesia provinciale del Regno di Napoli che aveva fatto fortuna con la produzione e il commercio di abiti di lana. Dopo aver studiato nel Seminario di Nola, dove fu allievo di Ignazio Falconieri, frequentò all'università di Napoli discipline umanistiche e giuridiche ed ebbe contatti con gli elementi più radicali della massoneria napoletana quali Carlo Lauberg, Troiano Odazi e Annibale Giordano. Nel dicembre 1792 Galiani fu uno degli intellettuali che incontrarono l'ammiraglio francese Latouche-Tréville; da quegli incontri prese avvio una vera attività cospirativa abbozzata nella nascita della "Società patriottica napoletana" (agosto 1793), un'associazione giacobina negli obiettivi ma strutturata sul modello delle logge massoniche, con una gerarchia di gradi tale che la conoscenza dei segreti era riservata solo ai vertici. Il 20 febbraio 1794 la Società patriottica si scisse in due club: il "ROMO" (acronimo di "Repubblica O MOrte", radicale, guidato da Andrea Vitaliani, a cui aderì anche Vincenzo Galiani) e il "LOMO" (acronimo di "Libertà O MOrte", moderato, fautore della monarchia costituzionale, guidato da Rocco Lentini).
Il 21 marzo 1794 l'organizzazione fu scoperta, per delazione di tale Donato Froncillo. Vennero eseguiti i primi arresti a cui ne seguirono numerosi altri per le confessioni e le delazioni dei primi arrestati (Vincenzo Vitaliani, fratello di Andrea, Pietro De Falco e Annibale Giordano). Vincenzo Galiani riuscì a espatriare: riparò a Civitavecchia, dove tuttavia nei primi di aprile fu arrestato dai soldati pontifici ed estradato a Napoli. Sembra che, minacciato di tortura, anche Vincenzo Galiani abbia denunciato altri compagni (il fatto non è tuttavia certo perché gli atti del processo vennero distrutti qualche anno dopo dal governo borbonico). Il processo, iniziato il 15 agosto 1794, venne condotto con rito abbreviato. Nonostante la difesa di Mario Pagano, il 3 ottobre 1794 Vincenzo Galiani e altri due aderenti al "ROMO", Vincenzo Vitaliani ed Emanuele De Deo, scelti probabilmente a caso per dare un esempio, furono condannati a morte e la sentenza eseguita per impiccagione il 18 ottobre 1794 al Largo del Castello.